# Chiroqchi
Chiroqchi – miasto w Uzbekistanie, w wilajecie kaszkadaryjskim, siedziba administracyjna tumanu Chiroqchi. Zamieszkiwane jest przez 20 000 ludzi, głównie Uzbeków, w mniejszej części także Rosjan i Tatarów. Chiroqchi założono w XIV wieku.